# Boves West Communal Cemetery Extension
Boves West Communal Cemetery Extension is een begraafplaats gelegen in de Franse plaats Boves (Somme) (Somme). De militaire graven worden onderhouden door de Commonwealth War Graves Commission.
De begraafplaats telt 91 geïdentificeerde Gemenebest graven uit de Eerste Wereldoorlog.